# Музей американского искусства Новой Британии
Музей американского искусства Новой Британии (англ. New Britain Museum of American Art, сокр. NBMAA) — художественный музей в США, расположенный в городе Новая Британия, Коннектикут. Первый музей в стране, посвященный исключительно американскому искусству. Рядом с музеем находится парковая зона Walnut Hill Park, разработанная ландшафтным дизайнером Фредериком Олмстедом.

## История

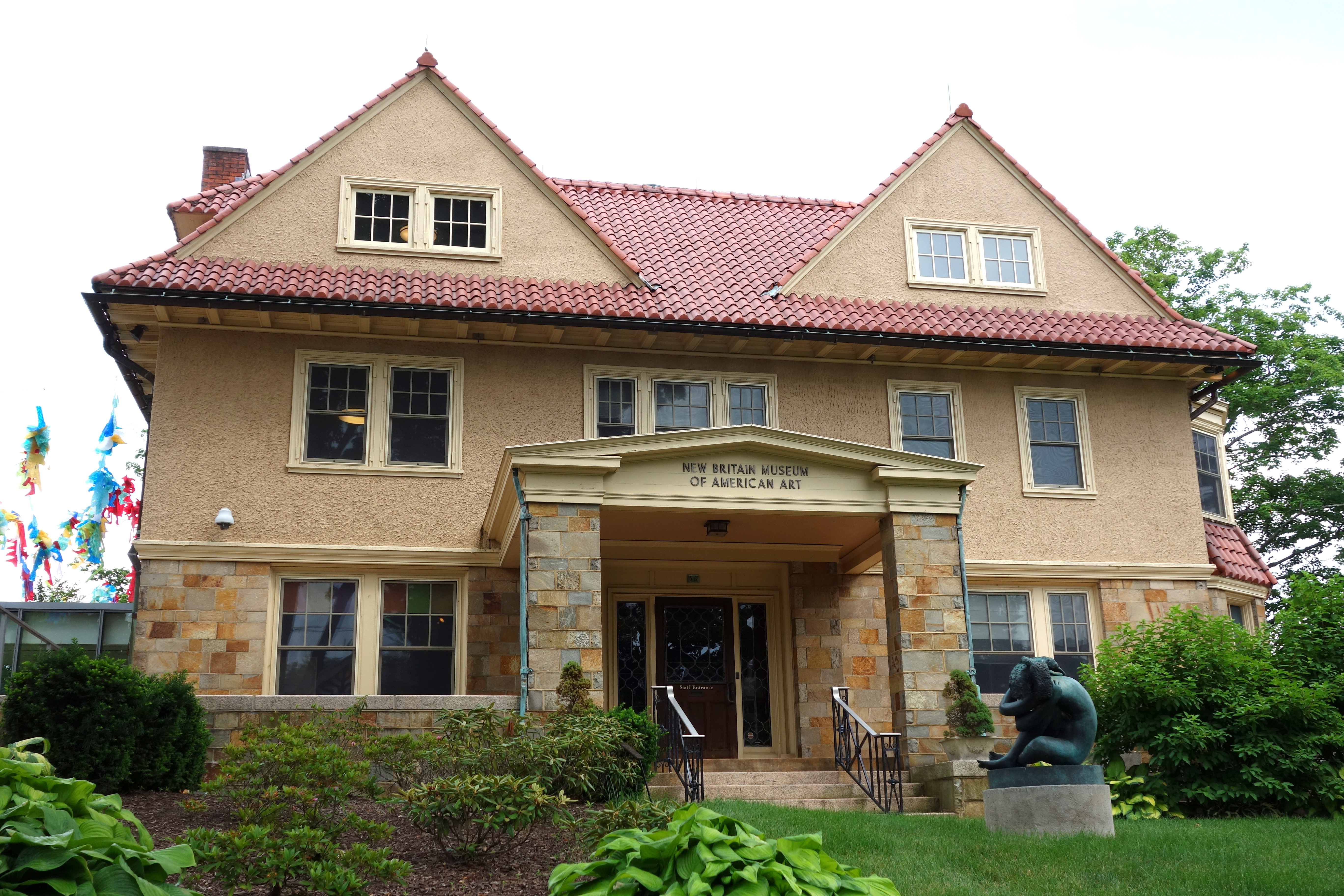
Филиал музея в доме Grace Landers

Первоначально в городе в 1853 году был образован New Britain Institute — с целью содействия развитию образования и искусства в Новой Британии, особенно среди иммигрантов. В 1903 году музей получил по завещанию от John Butler Talcott 25 000 долларов на приобретение картин, написанных маслом, отечественных или зарубежных художников. Консультировал коллег в Нью-Бритене куратор нью-йоркского «Метрополитен-музея» Bryson Burroughs, который посоветовал приобретать работы американских художников, как наиболее доступные и недорогие. Музей Нью-Бритена принял его совет. Богатая местная вдова Grace Judd Landers пообещала пожертвовать музею крупную сумму денег, но они были потеряны во время обвала фондового рынка 1929 года, и она пожертвовала ему свой дом в 1934 году. В настоящее время в нём находится филиал музея американского искусства Новой Британии.
Первым директором музея стал Сэнфорд Лоу (англ. Sanford B. D. Low), зять William H. Hart, бывшего в своё время президентом местной компании Stanley Works (ныне Stanley Black & Decker). Он же приобрёл для музея ряд произведений своего друга-художника Томаса Бентона. В конце 1940-х годов Лоу узнал, что Музей Уитни в Нью-Йорке, готов продать ряд своих произведений, которые посчитал «вышедшими из моды». Приобретённые таким образом картины были оплачены Alix Stanley, одним из членов семьи, основавшей Stanley Works.
В 1964 году в музее был открыт мемориал, посвященный Сэнфорду Лоу. Количество экспонатов на то время составило более 1700 работ, начиная с XIX века. В 1999 году директором музея стал Дуглас Хайланд (англ. Douglas Hyland), до этого работавший в San Antonio Museum. По состоянию на 2009 год в музее имелось 10000 экспонатов, за прошедший финансовый год его доход составил 3,92 млн долларов.

## Коллекция

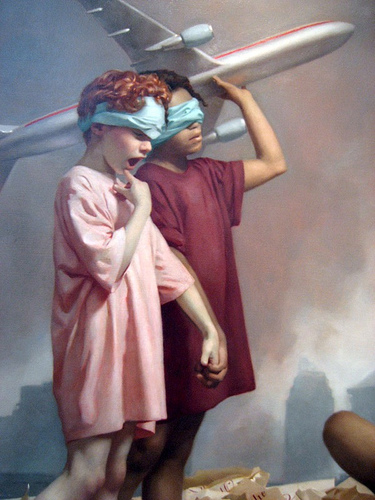
The Cycle of Terror and Tragedy (деталь), Грейдон Пэрриш

Постоянная коллекция музея включает в себя работы художников Школы реки Гудзон, Школы мусорных вёдер и американских импрессионистов, а также современных художников США. Представлены скульптурные работы и фрески. Здесь имеется панно «The Arts of Life in America» Томаса Бентона, работа «The Cycle of Terror and Tragedy» Грейдона Пэрриша, посвященная теракту 11 сентября.